# Irigilla purpuralis
Irigilla purpuralis là một loài bướm đêm trong họ Crambidae.